# 今日新聞24
今日新聞24（德語：tagesschau24）是德國電視一台（ARD）的一個數位電視頻道，由總部位於漢堡的北德廣播公司管理播出。今日新聞24於1997年8月39日開始播出，當時的名稱是EinsExtra。2012年5月1日改為現名。今日新聞的主要競爭對手是N24和n-tv。2013年12月5日，今日新聞24開始播出高清訊號節目。